# Saint-Igeaux
Saint-Igeaux (en bretó Sant-Ijo) és un municipi francès, situat a la regió de Bretanya, al departament de Costes del Nord. L'any 1999 tenia 151 habitants.

## Demografia
| 1962                                       | 1968 | 1975 | 1982 | 1990 | 1999 |
| ------------------------------------------ | ---- | ---- | ---- | ---- | ---- |
| 356                                        | 360  | 352  | 234  | 153  | 151  |
| Des de 1962: població sense dobles comptes |      |      |      |      |      |

## Administració
| Període   | Identitat          | Partit |
| --------- | ------------------ | ------ |
| 2001-2008 | Christiane Le Ruen |        |
| 2008-     | Yves Guillossou    | PCF    |